# Miguel Flores (futbolista)
Miguel Flores Espinoza (Taltal, 11 de octubre de 1920 – 15 de enero de 2002) fue un defensor de fútbol chileno que jugó en la selección nacional de Chile en la Copa Mundial de la FIFA de 1950. También jugó en el Club Universidad de Chile.